# Сен, Люсьен
Люсьен Сен (фр. Lucien Saint, род. 26 апреля 1867, Эврё, Франция — 24 февраля 1938, Франция) — французский префект и генерал-резидент Туниса и Марокко.

## Молодость
В 1896 году он поступил на службу в префектуру Об, в качестве начальника штаба, позже он стал субпрефектом Рошфора. В 1902 году Люсьен Сент женился на дочери министра торговли Жоржа Труйо и стал начальником его штаба. В 1906 году он стал префектом Ньевра, спустя три года Иль и Вилена.
В ходе Первой мировой войны (1914—1918) он стал сначала префектом Тулузы (1915), а потом Буш-дю-Рона (1918). В 1919 он был назначен Жоржем Клемансо для реконструкции Департамента Эна, который был разрушен в ходе войны.

## Тунис
Люсьен Сен был генерал-резидентом во французском Тунисе с 1 января 1921 по 2 января 1929 года. Он отвечал за создание четырёх типов выборных советов в колонии:
- Каидские советы, главным образом зарезервированные для тунисцев и наделённые консультативной ролью в экономических вопросах
- Региональные советы, состоящие из французских и тунисских членов, играли консультативную роль в экономической сфере и отвечают за распределение определённых субсидий между кайдатами и муниципалитетами
- Большой Совет, с французской секцией и Тунисской секцией, чтобы рассмотреть бюджет.
- Арбитражный комитет Большого совета, который регулировал споры между двумя секциями Большого Совета.

## Марокко
Люсьен Сен был назначен генерал-резидентом Марокко 2 января 1929 года и пробыл на этой должности до 29 июля 1933 года. В этом качестве он собирался расширив власть махзена и завершить французскую оккупацию территории. Именно во время его пребывания в Марокко к махзену присоединились один из последних бастионов берберского сопротивления, возглавляемые шейхом Ассу Убассламом.

## Более поздняя карьера
Люсьен Сен был мэром Мариньяка (1933—1938). Он был избран сенатором от верхней Гаронны 10 января 1933 года. Он присоединился к группе демократических левых и заседал в комитетах по иностранным делам, колониям, Алжиру и авиации.
Люсьен умер от болезни сердца 24 февраля 1938 года в своём доме в Сакере близ Мариньяка. Он похоронен на кладбище Мариньяк.